# Sistema de Tandilia
O Sistema de Tandilia é um conjunto montanhoso do leste da Argentina que se estende entre a planície de Olavarría, ao noroeste, e a costa atlântica, onde se encontra a cidade de Mar del Plata. Abarca uma franja de 340 km de longitude, com uma largura de de 60 km, em cujos pés se assenta a cidade de Tandil.